# Apatura athalia
Apatura athalia är en fjärilsart som beskrevs av Butler 1866. Apatura athalia ingår i släktet Apatura och familjen praktfjärilar. Inga underarter finns listade i Catalogue of Life.